# Erline Nolte
Erline Nolte (Dortmund, 19 maggio 1989) è una bobbista, ex lunghista ed ex velocista tedesca.
Ha un cugino, Pablo, bobbista e atleta a sua volta.

## Biografia

### Gli inizi nell'atletica
Prima di dedicarsi al bob, Erline Nolte ha praticato l'atletica leggera a livello nazionale juniores e under 23; gareggiò infatti nel salto in lungo ai campionati nazionali juniores del 2007, classificandosi settima assoluta, e ai campionati nazionali under 23 del 2008, dove si piazzò in decima posizione. In precedenza prese parte alla rassegna nazionale juniores indoor del 2006, correndo i 60 metri piani.

### Il passaggio al bob
Compete nel bob dal 2012 come frenatrice per la squadra nazionale tedesca. Debuttò in Coppa Europa nel novembre 2012 e in questo circuito ha ottenuto 14 podi su 14 gare disputate in poco più di due stagioni, tra cui 6 vittorie, gareggiando prevalentemente in coppia con Stefanie Szczurek. Si distinse anche nelle categorie giovanili conquistando due medaglie ai mondiali juniores nel bob a due, di cui una d'oro vinta a Winterberg 2014 con Miriam Wagner e una d'argento ottenuta a Innsbruck 2012 con Stefanie Szczurek.
Esordì in Coppa del Mondo nella stagione 2013/14, il 19 gennaio 2014 a Innsbruck, dove si piazzò decima nel bob a due con Cathleen Martini; centrò il suo primo podio il 14 dicembre 2019 a Lake Placid, seconda tappa della stagione 2019/20, terminando la gara biposto in seconda posizione con Kim Kalicki.
Ha partecipato ai Giochi olimpici invernali di Pyeongchang 2018, piazzandosi al tredicesimo posto nel bob a due in coppia con Anna Köhler.
Prese inoltre parte a due edizioni dei campionati mondiali, totalizzando quale miglior risultato il quarto posto nel bob a due, ottenuto a Winterberg 2015 con Stefanie Szczurek. 
Agli europei vinse la medaglia di bronzo nella rassegna di La Plagne 2015 sempre con Stefanie Szczurek a condurre la slitta.
Ha inoltre vinto il titolo nazionale 2016 nel bob a due.

## Palmarès

### Europei
- 1 medaglia:
  - 1 bronzo (bob a due a La Plagne 2015).

### Mondiali juniores
- 2 medaglie:
  - 1 oro (bob a due a Winterberg 2014);
  - 1 argento (bob a due a Innsbruck 2012).

### Coppa del Mondo
- 3 podi (tutti nel bob a due):
  - 3 secondi posti.

### Campionati tedeschi
- 3 medaglie:
  - 1 oro (bob a due ad Altenberg 2016[2]);
  - 2 bronzi (bob a due a Winterberg 2014[3]; bob a due a Schönau am Königssee 2017[4]).

### Circuiti minori

#### Coppa Europa
- 14 podi (tutti nel bob a due):
  - 6 vittorie;
  - 6 secondi posti;
  - 2 terzi posti.